# 伊東勇樹
伊東 勇樹（いとう ゆうき、1987年6月23日 - ）は、日本の元男子バレーボール選手。

## 来歴
佐賀県出身。佐賀工業高校を卒業後、東亜大学へ進学し、大学在学中の2009年全日本インカレでベストスコアラー賞を獲得。2009年東アジア大会代表に選出され出場した。同年パナソニックパンサーズの内定選手になった。
大学卒業後の2010年にパナソニックへ入団。2010年度全日本代表登録メンバーに選出された。2012年5月の第61回黒鷲旗大会ではチーム優勝に貢献しベスト6に輝いた。
2013年5月1日、大阪府立体育会館（大阪市）で開幕した第62回黒鷲旗全日本男女選抜バレーボール大会で、コートの不具合により負傷するアクシデントがあった。
2013/14シーズンをもってパンサーズを退団。

## 所属チーム
- 佐賀工業高校
- 東亜大学
- パナソニックパンサーズ（2010-2014年）

## 球歴
- 全日本代表 - 2010年

## 受賞歴
- 2012年 - 第61回黒鷲旗大会 ベスト6